# (36267) 1999 XB211
1999 XB211 (asteroide 36267) é um asteroide troiano de Júpiter. Possui uma excentricidade de 0.09103090 e uma inclinação de 19.71248º.
Este asteroide foi descoberto no dia 13 de dezembro de 1999 por LINEAR em Socorro.